# Castillo de Montaner
El castillo de Montaner (en francés, château de Montaner) es un castillo en la comuna de Montaner, en el departamento de Pirineos Atlánticos, en el sur de Francia.
Sobre una mota se construyó un castillo en el siglo XI por los vizcondes de Montaner. Fue reconstruido en 1375 por Sicard de Lordat por orden de Gastón Fébus para proteger las fronteras de Béarn con Bigorre y Armagnac. El arquitecto, Sicard de Lordat, también fue responsable del castillo de Pau y el castillo de Morlanne y se destaca por utilizar ladrillo en sus construcciones, siendo sus ventajas comparativamente baratas y rápidas.
Incluye un gran recinto poligonal de veinte tramos sostenido por contrafuertes con dos portales y un torreón cuadrado de 36 metros de altura, al que se accede por un puente giratorio. Sobre la puerta de la torre del homenaje se encuentra el majestuoso escudo de armas de Foix-Béarn, rematado con las palabras «Fébus mé fé» («Fébus me hizo»). Desde 1854, el castillo es propiedad y está gestionado por el departamento de Pirineos Atlánticos. En verano se organizan numerosos espectáculos y exposiciones sobre el tema de la Edad Media.
El castillo figura en el inventario de edificios históricos del Ministerio de Cultura francés desde 1973 y está clasificado como monumento histórico desde 1980. 

## Ubicación
El castillo está construido al final de una larga meseta, frente a Armagnac, dominando el valle del Adour, en el municipio de Montaner en el departamento francés de Pyrénées-Atlantiques. Desde lo alto de su torreón, desde donde se podía observar todo lo que pasaba desde Tarbes a las Landas, y a lo lejos, al sur, la cadena pirenaica.